# Henk Don
Frans Joos Hendrik (Henk) Don (Middelburg, 1954) is een Nederlands econoom. Hij was tot 1 februari 2020 bestuurslid van de Autoriteit Consument en Markt (ACM); hij is sinds 1 juni 2020 lid van de Raad van Advies van het Centraal Bureau voor de Statistiek. Daarnaast is hij regelmatig voorzitter van een werkgroep, commissie of adviescollege. Hij is vooral bekend geworden als directeur van het Centraal Planbureau (1994-2006).

## Opleiding en werk
Henk Don behaalde in 1972 het gymnasium-β-diploma aan het Stedelijk Gymnasium Middelburg. Hij studeerde econometrie aan de Universiteit van Amsterdam en promoveerde in 1986 cum laude aan dezelfde universiteit met een proefschrift getiteld Linear methods in non-linear models (Lineaire methoden in niet-lineaire modellen). 
Met een onderbreking van één jaar (1984 - 1985, toen hij werkzaam was aan de Universiteit van Pennsylvania) is Don vanaf 1978 steeds verbonden geweest aan het Centraal Planbureau. Tot 1984 was hij betrokken bij de ontwikkeling van modellen voor de nationale en wereldeconomie. Na zijn terugkeer uit de Verenigde Staten werd hij afdelingshoofd en in 1989 onderdirecteur. In 1994 volgde hij Gerrit Zalm op als directeur van het Bureau, een functie die hij bekleedde tot februari 2006. 
Daarnaast was Don van 1990 tot 1999 parttime hoogleraar economie aan de Universiteit van Amsterdam. Van 1 mei 2006 tot 1 oktober 2009 was hij bijzonder hoogleraar Econometrie en Economisch Beleid aan de Erasmus Universiteit Rotterdam. 
Van 1 september 2005 tot 1 september 2013 was dr. Don lid van de Raad van Toezicht van de Technische Universiteit Eindhoven; hij werd opgevolgd door Coen Teulings, die hem ook opgevolgd was als directeur van het Centraal Planbureau. Per 1 oktober 2009 is hij benoemd tot lid van de Raad van Bestuur van de Nederlandse Mededingingsautoriteit (NMA); sinds de fusie in april 2013 van de NMA met de Consumentenautoriteit en de OPTA is hij bestuurslid van de ACM. 
Per 1 februari 2020 is Don gepensioneerd en opgevolgd door Manon Leijten. Sindsdien was dr. Don onder andere voorzitter van het tijdelijke Adviescollege verdeling frequentieruimte commerciële radio en van de werkgroep Discontovoet. Sinds 1 juni 2020 is hij lid van de Raad van Advies van het Centraal Bureau voor de Statistiek en sinds 1 oktober 2021 lid van de Raad van Toezicht van het Expertisecentrum Euthanasie.

## Publicaties
- Henk Don, Forecasting in macroeconomics: a practitioner's view, De Economist 149 (2001), 155-175.
- Henk Don, How econometric models help policy makers: theory and practice, De Economist 152 (2004), 177-195.
- Henk Don & Johan Verbruggen, Models and methods for economic policy, CPB 2006.
- Henk Don, Agenda for the housing market, De Economist 157 (2009), 251-264.
- Henk Don, Financial policy for schools and universities, De Economist 158 (2010), 323-335.
- Henk Don, The influence of Jan Tinbergen on Dutch Economic Policy, De Economist 167 (2019), 259-282.